# Wilhelm Palmes
Wilhelm Palmes (* 1903; † 1982) war ein Grevener Kunstmaler und hat mit seinen Porträts und Landschaftsbildern große Erfolge erzielt und sich vor allem als „Maler der menschlichen Seele“ einen Namen gemacht.

## Werke
Blumenbilder gehören zu einem Genre, das Wilhelm Palmes besonders gerne malte. 
Die unterschiedlichen Motive reichen vom Stillleben über das Feldblumenstück und die Sonnenblumen bis zu den Gartenblumen.
Sie erlaubten dem Maler, in interessanter Komposition aber mehr noch in der Farbe seiner Bewunderung für die Vielfalt der Natur oder, wie er es nannte, für die Schöpfung Ausdruck zu verleihen.
Zu seinen Werken gehören unter anderem
- die Sonnenblumen, 1970
- der Feldblumenstrauß, 1976